# Hélène de Beauvoir
Pour les articles homonymes, voir Bertrand de Beauvoir et Beauvoir.
Henriette Hélène Bertrand de Beauvoir, née le 6 juin 1910 à Paris et morte le 1er juillet 2001 à Goxwiller, appelée Hélène de Beauvoir, est une artiste peintre française et la sœur cadette de Simone de Beauvoir.

## Biographie

### Jeunesse
Hélène de Beauvoir, née à Paris, est inscrite, comme sa sœur un peu plus tôt, au Cours Desir, une école pour filles de bonne famille. Simone et Hélène sont des élèves brillantes, bien qu'Hélène ait suscité moins de sollicitations de la part de leurs parents. Simone, étant l’aînée, a beaucoup plus de liberté qu’Hélène, ce qui ne les empêche pas d’être très complices. La cadette admire son aînée et cherche parfois à l’imiter et à se distinguer de ses autres amitiés, notamment par la démonstration de ses talents dans un journal satirique qu’elle crée au sein de l’école. Mais ses notes de classe en subissant trop les conséquences, l’autorité parentale a raison de ce bref succès.
Même si elle a du mal à imaginer un tel avenir, elle montre de plus en plus d’attirance pour la peinture, restant des heures devant les tableaux du Louvre. Cet attrait pour une activité artistique la rapproche ainsi de sa sœur. Elles s’amusent ensemble, l’une écrivant des récits, l’autre se chargeant de les illustrer.
Malgré une éducation pieuse venant de leur mère, les deux sœurs perdent tôt la foi : « Les deux jeunes filles rangées s’étaient détournées de la maison de Dieu. » Après son baccalauréat, malgré les réticences de sa mère à la voir poursuivre des études, elle intègre une école technique où elle apprend surtout la gravure. Simultanément, elle étudie la peinture dans diverses académies de Montparnasse et prend un goût pour les croquis qui ne la quitte jamais.

### Débuts en peinture
Fréquentant sa sœur et ses amis, elle rencontre Lionel de Roulet (15/10/1913 - 19/5/1990), un élève de Jean-Paul Sartre alors enseignant au Havre. Elle refuse un temps ses avances, ne songeant qu’à son premier amant Jean Giraudoux, qui met pourtant un terme à leur relation sans la ménager lorsqu’il commence à entrevoir la célébrité. Plus tard, elle comprend que Lionel est le seul homme de sa vie. Elle loue un atelier rue Santeuil dans le 5e arrondissement de Paris grâce au soutien financier de Simone alors devenue enseignante agrégée de philosophie : 

« D’un geste assuré, elle installa ses pinceaux, son chevalet, et prépara ses toiles. La vraie vie commençait. »

En 1936, elle a 25 ans et réalise sa première exposition à Paris, Galerie Bonjean, rue d'Argenson. Pablo Picasso dit en voyant ses toiles que sa peinture est originale. Les critiques l’accueillent avec sympathie et notent une forte influence des musées dans les grandes œuvres de l’exposition. Avant sa sœur, qui n’a pas encore publié son premier livre, son art est reconnu par ses pairs.

### Portugal
Quelque temps après, Lionel tombe malade, atteint d’une tuberculose osseuse, il est suivi dans un sanatorium de Berck. Il revient à Paris en septembre 1939, pour repartir aussitôt en convalescence chez sa mère au Portugal. Le 3 septembre, la France entre en guerre. Simone offre le voyage à Hélène pour qu’elle puisse rejoindre Lionel au Portugal et ainsi être en sécurité durant les événements. Après l’invasion de la France par l’Allemagne, les frontières françaises étant fermées, Hélène et Lionel doivent rester au Portugal. La correspondance avec le pays occupé est difficile et Hélène n’a pas de nouvelles de sa famille. Ce n’est que six mois plus tard qu’elle est informée de la mort de leur père par une longue lettre de Simone, Georges de Beauvoir s’est éteint le 1er juillet 1941 à la suite d'un cancer de la prostate. Elle ne revoit Simone qu’en mars 1945 invitée par Lionel pour donner un cycle de conférences. Ce dernier a été chargé de fonder à Faro, en Algarve (sud du Portugal), un institut français, en évitant de dire à Hélène qu’il s’agit en fait de promouvoir, par ce biais, la France libre à l’étranger. Hélène et Lionel se marient en décembre 1942 afin d’éviter le départ de Lionel pour l’Algérie en cas d’invasion du Portugal par les nazis.
Au Portugal, Hélène travaille beaucoup sa technique et son œuvre compte déjà 100 tableaux. Elle rêve alors de retourner à Paris afin de retrouver une reconnaissance au même titre que sa sœur qui publie en 1943 son premier roman L’Invitée avec succès.

### De ville en ville
Ils reviennent à Paris après la Libération pour une courte durée. Lionel est nommé directeur de l’information à Vienne en Autriche, statut assimilé au grade de colonel. Seuls les officiers étant acceptés à Vienne encore contrôlée par les Soviétiques, Hélène doit s’engager dans l’Armée afin de pouvoir suivre son mari. La mission est délicate. Une longue séparation attendait une nouvelle fois les deux sœurs. Après l’Autriche, Hélène et Lionel déménagent pour la Yougoslavie à Belgrade, où les ruines de la guerre rendent le climat encore plus difficile. Hélène ignore alors que Lionel travaillait pour les services gaullistes. Il le confie à Simone quelques années plus tard, qui comprend alors leurs fréquents désaccords politiques.
En novembre 1949, le couple s’installe pour une courte durée à Casablanca. De ses différentes expériences, Hélène se laisse inspirer, d’abord les villages du Portugal et de Yougoslavie, le Maroc et ses couleurs plus vives, puis bientôt l’Italie où le ministère des Affaires étrangères offre un poste à Lionel. Elle s’inspire de métiers qui ne se voient presque plus en France, elle peint les « mondines », les paysannes italiennes. Cette série donna lieu à une exposition à Milan en 1957 ; outre son talent, la présence de Simone et de Sartre n'est sans doute pas étrangère à son succès. Malgré les tensions politiques de l’époque, cette période est prospère pour l’artiste peintre qui réalise en tout six expositions en dehors de la France (Berlin, Mayence, Pistoia, Milan, Florence et Venise).
Ainsi, les années qui suivent sa première exposition lui permettent d’approfondir l’apprentissage du métier et d’acquérir un vaste répertoire de formes. Les séjours au Portugal, en Yougoslavie, et au Maroc ont donné de nouvelles couleurs à son œuvre, mais obligée à travailler dans un isolement, rompu en 1950 lorsque le couple s’installe à Milan. Des amateurs et des critiques s’intéressent à ses toiles, pourtant à contre-courant : « Voulant repenser la peinture figurative, l’artiste se sentait plus proche des abstraits que des réalistes, mais pouvait difficilement s’intégrer aux uns ou aux autres ». Parallèlement à la peinture, la pratique constante du burin lui ont permis de satisfaire son besoin de rigueur et de la libérer en tant que peintre.
Après avoir vécu huit années à Milan, avoir rencontré de nombreux artistes dont Maria Callas qui touche beaucoup Hélène, le couple retourne à Paris, et s’installe chez Françoise de Beauvoir, la mère d’Hélène et de Simone, dans le contexte de la guerre d’Algérie. Désormais, elle gagne sa vie en vendant ses toiles. Jean-Louis Ferrier dit dans les Temps modernes à propos de la série vénitienne : « Ayant coupé avec toute forme de figuration explicite ou allusive, il participe de l’ensemble qu’il est et réussit, par le fait, à signifier, c’est-à-dire à naître à lui-même et à s’actualiser ».

### Engagement politique et social
Très vite, Lionel est nommé au Conseil de l’Europe à Strasbourg et le couple emménage dans une ferme à Goxwiller à rénover. Mais Hélène doit revenir souvent à Paris, sa mère est atteinte d’un cancer. Simone et elle se relayent à son chevet jusqu’à son décès, qui survient après de longues souffrances que le corps médical refusait de soulager ou d’abréger.
En 1967, les deux sœurs unissent leurs talents : La Femme rompue (Gallimard, 1968) de Simone de Beauvoir paraît illustré par des burins d’Hélène. L’échec du livre les peine beaucoup.

Il semble que c’est à partir des événements de Mai 68 qu’Hélène engage vraiment son art au service de la réalité quotidienne. Ses peintures pleines de fureur et d’espoir représentent la jeunesse ayant bouleversé la France. En quelques mois, cette œuvre majeure compte plus de trente tableaux. Cette série, au titre controversé (« Joli mois de mai ») a du mal à trouver un lieu d’exposition, c’est finalement au Moulin rouge qu’elle a lieu. Les commentaires sont élogieux : 

« Elle écrit des tableaux comme on tient un journal. Elle habite les rues, elle prend part, elle prend feu, elle prend parti, elle prend ses pinceaux. Son journal n’est pas seulement d’une fraîcheur de printemps, il est aussi d’une précision de flèche. Elle donne à voir ce qu’on croyait seulement capable les photographes de nous restituer. Mais sa peinture n’est pas du tout photographique : elliptique, élégante et maligne. »

L’artiste et auteur allemand Hans Theodor Flemming dit également à la même époque : « Dans le vaste champ entre le surréalisme et le tachisme, Hélène de Beauvoir a développé son propre style. Ses aquarelles transparentes sur papier japon font penser à l’art de l’Extrême-Orient ; le graphisme précis de ses gravures, par contre fait revivre l’esprit de Braque, évoque Victor Masson. Mais dans toute manifestation artistique d’Hélène de Beauvoir règne cette harmonie typiquement française, d’intuition et d’intellect. »
Depuis l'Alsace, elle se sent oubliée et son complexe vis-à-vis de sa sœur ne l'a jamais vraiment quittée. Un jour l'opportunité se présente. Madame Francine Haettel, également appelée Frankie et créatrice de l'association SOS Femmes Alsace ainsi que du deuxième refuge pour femmes battues ouvert en France et situé à Strasbourg, propose de lui céder sa place de présidente de l'association, elle-même prenant la direction du refuge, elle ne peut cumuler les deux fonctions. Sa sœur, à Paris, accepte ce statut, ce qu'elle fait également. Après deux années de présidence, elle démissionne, mais continue son œuvre militante dénonçant l'oppression des femmes dans ses tableaux : « Un homme livre une femme aux bêtes », « Les femmes souffrent, les hommes jugent », « La chasse aux sorcières est toujours ouverte »… Elle veut témoigner de l’oppression des femmes dans des formes encore plus insidieuses que celle montrée dans les séries rurales du Portugal et de l’Italie où les femmes vivent des conditions de travail difficiles. Elle s’est engagée plus tard que Simone mais cet engagement dure jusqu’au bout. Par son action, elle veut montrer aussi qu’il est difficile pour une artiste peintre de s’imposer dans un monde dirigé par les hommes. Hélène avait été blessée par le passage du Deuxième sexe sur les femmes artistes, où Simone de Beauvoir ne les défend pas, employant même parfois des termes difficiles, notamment à propos d’une des artistes préférées d’Hélène, Élisabeth Vigée Le Brun.

### Succès international
À partir des années 1970, la carrière d’Hélène devient internationale, elle expose dans le monde : Tokyo, Bruxelles, Lausanne, Rome, Milan, Amsterdam, Boston, Mexico, La Haye, Strasbourg, Prague, Paris et la Word Nasse Gallery de New York fait une rétrospective de ses œuvres féministes et écologistes.

Jean-Paul Sartre lui rend hommage dans la préface d’une exposition : 

« [Hélène de Beauvoir] « a découvert de bonne heure qu’en fabriquant des simulacres on échoue à atteindre les choses. Mais elle aime trop la nature pour renoncer à s’en inspirer [ses œuvres s’inspirent en effet de forêts, de jardins, de plantes, de lagunes, d’animaux, de corps humains...] […]. Entre les vaines contraintes de l’imitation et l’aridité de l’abstraction pure, elle a inventé son chemin […]. Dans les tableaux d’Hélène de Beauvoir, une joie, une angoisse émanent avec une saisissante évidence d’images dont les contours ne sont pas tracés. […] il faut savoir […] dépasser l’apparente facilité […]. De même que dans un poème les mots ne servent qu’à cerner le silence, livrant au lecteur ce qu’il ne dissout pas, chez Hélène de Beauvoir, les couleurs et les formes sont l’envers d’une absence : celle du monde qu’elle fait exister en ne le représentant pas. »

En 1971, comme sa sœur, elle signe le manifeste des 343, regroupant des femmes révélant s'être fait avorter.

### Fin de vie
Dans les années 1980, elle témoigne au procès d'une femme accusée d'avoir tué son mari, qui la battait. En février 1986, les deux sœurs se rendent à une exposition au ministère des Droits des femmes, leur dernière sortie publique ensemble.
Après le décès de Sartre en 1980, Hélène séjourne souvent à Paris pour soutenir sa sœur dont la santé décline. Hélène est aux États-Unis lorsqu’elle apprend la mort de Simone de Beauvoir, le 14 avril 1986. Déshéritée par cette dernière, elle n’a aucun droit sur les affaires personnelles de sa sœur, ni sur son œuvre. Elle réalise un tableau de deuil, Portrait de Simone en veste rouge, qu’elle place en évidence dans sa ferme de Goxwiller aux côtés du portrait de Lionel qui meurt quelques années plus tard, en 1990. En 1987, avec l’aide de Marcelle Routier, elle publie ses propres mémoires. Sylvie Le Bon de Beauvoir fait publier les lettres de Simone de Beauvoir à Jean-Paul Sartre où elle décrit sa sœur comme une artiste sans talent. Celle-ci est profondément blessée. La publication des Lettres à Nelson Algren dévoile d’autres propos peu amènes (« Je hais également cette idée que le talent peut s’acheter grâce aux relations, à l’amitié, au fric, à un standing de vie élevé »), mais cette fois-ci son entourage lui en épargne la lecture.
Elle retourne au Portugal qu’elle n’a pas vu depuis la fin de la guerre pour le vernissage de trois expositions consacrées à l’ensemble de ses tableaux de la période portugaise. À la fin de son séjour, elle fait don de ses toiles à l’université d'Aveiro, qui inaugurera plus tard une salle d’exposition d’œuvres d’art portant le nom d’Hélène de Beauvoir.
Malgré une opération à cœur ouvert, elle reste dans sa maison de Goxwiller jusqu’à sa mort, tout comme Lionel. Elle s’éteint le 1er juillet 2001. Sandro, le fils adoptif de Lionel, et Catherine une cousine, s’occupent de ses obsèques. Elle repose au cimetière du Père-Lachaise auprès de son mari (86e division) où elle est redevenue Madame Lionel de Roulet.

## Exposition
En 2018, la première retrospective de son œuvre est organisée au musée Würth, à Erstein.